# Constantin Rădulescu-Motru
Constantin Rădulescu-Motru (15 de fevereiro de 1868, Mehedinți, Romênia - 6 de março de 1957, Bucareste, Romênia), foi um filósofo, psicólogo, pedagogo, político, dramaturgo, diretor de teatro romeno, acadêmico e presidente da Academia Romena entre 1938-1941, uma personalidade proeminente da Romênia na primeira metade do século XX.

## Vida e obra
Rădulescu-Motru estudou filosofia e direito em Bucareste com Titu Maiorescu, entre outros, que lhe possibilitou continuar seus estudos no exterior. Estudou psicologia (com Charcot em Paris) e em Leipzig com Wilhelm Wundt, com quem obteve seu doutorado em 1893. Em seu retorno à Romênia (1897) foi nomeado professor na Universidade de Bucareste; Mais tarde, tornou-se professor.
Rădulescu-Motru foi politicamente ativo como senador durante o período entre guerras, mudando de partido regularmente de acordo com o equilíbrio político de poder. Ele fez isso em parte para proteger a posição da universidade (e de si mesmo).
Rădulescu-Motru sempre tentou acompanhar os desenvolvimentos das ciências e incorporá-los à sua visão de mundo. Por isso, foi chamado de positivista, mas sempre enfatizou o primado do espiritual. No entanto, sob a influência da Teoria da Relatividade de Einstein e da filosofia de Henri Bergson, ele chegou à conclusão de que os mundos material e psíquico tinham que ser vistos como um todo.
Segundo Rădulescu-Motru, a tarefa da filosofia era educar as pessoas. Como ele disse de si mesmo: até 1927 ele estava principalmente preocupado em expor insights filosóficos estrangeiros para os leitores romenos, depois disso sua tarefa era a educação moral do povo romeno. Para isso, fundou revistas, deu palestras para um público amplo e também falou no rádio.
Rădulescu-Motru se opunha ao liberalismo do século XIX, porque dava aos indivíduos muita rédea solta para o enriquecimento egoísta. Na década de 1930, ele acreditava que uma mudança mental estava ocorrendo em toda a Europa, o que ele observou em particular nas ações de Mussolini, Lenin/Bolchevismo e Hitler. Ele não aprovava o elemento tirânico nesses movimentos, mas era simpático ao que via como movimentos com um ideal em mente. Ele era da opinião de que a Romênia deveria criar seu próprio movimento espiritual, e não imitar cegamente algo do exterior. Ele não era um seguidor da Guarda de Ferro de Codreanu, como muitos intelectuais de seu tempo (nem era um antissemita). Ele chamou o movimento espiritual para a Romênia que ele tinha em mente Românismo. Cada país teve que se valer de suas próprias forças e tradições. Já em 1936 ele pensou que podia ver sinais desse movimento ao seu redor, especialmente entre os jovens.
Isso torna seus últimos anos, 1947-1957, sob o regime comunista ainda mais trágicos: ele passou seus dias na pobreza e no frio; Os líderes comunistas tinham pouca consideração pelas pessoas que tinham estado envolvidas na política antes da guerra. Em seu "Corrections and Additions", publicado apenas 40 anos após sua morte, ele qualificou a situação na Romênia sob o regime comunista como um novo período de dogmatismo obscurantista como durante a Idade Média, onde a filosofia estaria a serviço da política.

## Obras
- F.W.Nietzsche. Viața și filosofia, 1897
- Problemele psihologiei, 1898
- Știință și energie, 1902
- Cultura română și politicianismul, 1904
- Psihologia martorului, 1906
- Psihologia industriașului, 1907
- Puterea sufletească; Psihologia ciocoismului, 1908
- Poporanismul politic și democrația conservatoare; Naționalismul cum se înțelege. Cum trebuie să se înțeleagă, 1909
- Sufletul neamului nostru. Calități bune și defecte, 1910
- Din psihologia revoluționarului, 1919
- Rasa, cultura și naționalitatea în filosofia istoriei, 1922
- Curs de psihologie, 1923
- Țărănismul. Un suflet și o politică, 1927
- Învățământul filosofic în România; Centenarul lui Hegel; Psihologie practică, 1931
- Vocația, factor hotărâtor în cultura popoarelor, 1932
- Ideologia statului român, 1934
- Românismul. Catehismul unei noi spiritualități, 1936
- Psihologia poporului român, 1937
- Timp și destin, 1940
- Etnicul românesc. Comunitate de origine, limbă și destin, 1942